# Rockin' Around the Christmas Tree
"Rockin' Around the Christmas Tree" är en julsång, skriven av Johnny Marks och inspelad av Brenda Lee på skivbolaget Decca 1958. Fastän Decca släppte den 1958 och igen 1959, blev den inte riktigt populär förrän 1960, då hon blivit en stjärna, och nådde samma jul #16 på Billboards poplista. Den blev en julfavorit de kommande 24 åren, och nådde #5 på jullistan 1984. 
En cover av Mel Smith och Kim Wilde (under lånade artistnamnet "Mel & Kim") nådde tredje plats på den brittiska singellistan på den 26 december 1987. Sången fanns också på albumet "Snowed In" av Hanson 1997. På juldagsparaden 2006 framförde Miley Cyrus, dotter till Billy Ray Cyrus, en uppdaterad version av sången.

## Coverversioner
- Hannah Montana, Hannah Montana (Holiday Edition) (2006)
- The Swingle Singers, Unwrapped (2006)
- Kayler, Kayler's Christmas (2006)
- MercyMe, The Christmas Sessions (2005)
- Terry Buchwald, Home For Christmas (2005)
- Alabama, Christmas Collection (2005)
- Daniel O'Donnell, The Christmas Album (UK, 2005)
- Cyndi Lauper Merry Christmas...Have a Nice Life! (2005)
- LeAnn Rimes, What a Wonderful World (2004)
- Arena Venus, Yuletide Swank (2004)
- Donna Fargo, Country Christmas (collection, 2004)
- Mary-Kate and Ashley Olsen, Cool Yule (2005)
- Vienna Boys' Choir The Christmas Album (2003)
- Aly & AJ Acoustic Hearts of Winter (2006)
- Arvingarna, Rockin' Around the Christmas Tree (2007)
- Lasse Stefanz, I tomteverkstan (2001)

En cover på svenska 2009 av Lotta Engberg på albumet Jul hos mig heter Julen är här, med text av Keith Almgren , som spelades in i en annan version tidigare, med text av Keith Almgren, med titeln Julen är här i vårt hus 1994 av Jenny Öhlund på julalbumet Mitt julkort . 
1988 sjöng Lotta Engberg på albumet 100% in sången med en annan text, som hette Fånga en vind och skrevs av Christer Lundh .